# Markus Schiffner
Markus Schiffner (Linz, 5 giugno 1992) è un saltatore con gli sci austriaco.

## Biografia
Schiffner, originario di Hallein e attivo in gare FIS dal febbraio del 2008, ha esordito in Coppa del Mondo il 4 gennaio 2014 a Innsbruck (46°) e ai Campionati mondiali a Lahti 2017, dove si è classificato 22° nel trampolino lungo. L'11 marzo 2017 ha ottenuto a Oslo Holmenkollen la prima vittoria, nonché primo podio, in Coppa del Mondo.

## Palmarès

### Mondiali juniores
- 1 medaglia:
  - 1 oro (gara a squadre a Otepää 2011)

### Coppa del Mondo
- Miglior piazzamento in classifica generale: 37º nel 2017
- 2 podi (a squadre):
  - 1 vittoria
  - 1 terzo posto

#### Coppa del Mondo - vittorie
| Data          | Località          | Nazione  | Trampolino                                                              |
| ------------- | ----------------- | -------- | ----------------------------------------------------------------------- |
| 11 marzo 2017 | Oslo Holmenkollen | Norvegia | Holmenkollen HS134 (con Michael Hayböck, Manuel Fettner e Stefan Kraft) |

### Campionati austriaci
- 5 medaglie[1]:
  - 2 ori (gara a squadre dal trampolino normale nel 2013; gara a squadre dal trampolino normale nel 2016)
  - 1 argento (gara a squadre nel 2011)
  - 2 bronzi (trampolino normale nel 2012; gara a squadre dal trampolino lungo nel 2017)